# Hervée de Lafond
Pour les articles homonymes, voir de Lafond.
Hervée de Lafond, née le 23 février 1944 au Viet Nam, est une comédienne et metteuse en scène de théâtre, co-directrice avec Jacques Livchine du Théâtre de l'Unité.

## Biographie
Hervée de Lafond a grandi dans une famille aristocratique originaire de Chatellerault avec un père militaire, 5 frères et sœurs dont 3 frères officiers dans la « Royale ».
Elle devient éducatrice d’enfants caractériels dans un institut médicopédagogique près de Cergy et part en Algérie où elle devient directrice d’école à Djemila, puis professeure de cinéma à Paris. Elle rencontre enfin le théâtre en 1967.

## Carrière théâtrale
Christian Dente lui demande d’écrire une pièce pour enfants Zephyrin, berger de nuages, qui obtient un succès immédiat. Ensuite elle fait ses classes au Théâtre des Ouvrages Contemporains à Vincennes dans lequel elle occupe tous les postes, lumière, son, costume, maquillage, mise en scène. Elle est comédienne au festival d’Avignon dans Le Roi nu d’Evgueni Schwartz, mise en scène de Christian Dente.
Elle est embauchée comme comédienne dans L’Avare and Co, mise en scène par Jacques Livchine. Trouvant la bande son de médiocre qualité, elle la refait entièrement et par la suite elle se chargera de toutes les bandes sons du Théâtre de l'Unité.
Elle met seule en scène trois spectacles pour enfant, au sein du théâtre de l’Unité, Petit Paysage après la pluie d’après Edgar Poe et Paul Klee, Vert d’eau et Le Paquebot d'émail bleu, puis elle écrit et met en scène le spectacle de La 2CV Théâtre qui fera le tour du monde.

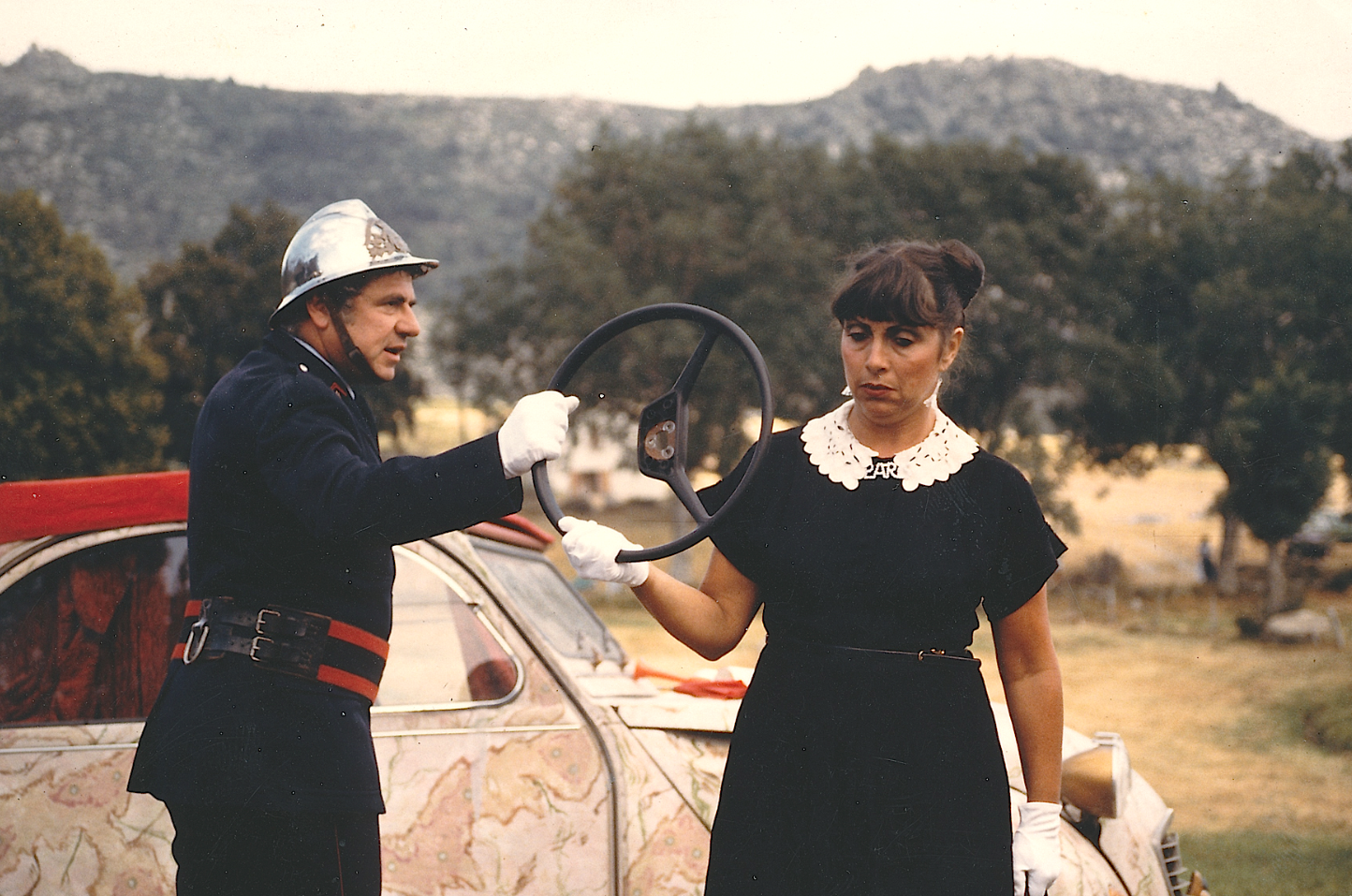
Jacques Livchine et Hervée de Lafond avec le spectacle du Théâtre de l'Unité La 2CV Théâtre.

À Saint-Quentin-en-Yvelines, elle met en scène Le Plus Bel Âge de la vie, sur une scène de 90 m d’ouverture, avec 100 comédiens et choristes, des autos, un scrapper[Quoi ?], un hélicoptère ainsi qu'un train de marchandise. À partir de là, Jacques Livchine et Hervée de Lafond construisent ensemble toutes les mises en scène du théâtre de l’Unité. Ils réinventeront ensemble le théâtre de rue comme avec la pièce de la femme chapiteau ou une dizaine de spectateurs étaient admis sous la jupe géante de Hervée de Lafond et pouvaient alors assister à une version courte de Roméo et Juliette. Ils reprendront ensemble la direction de la scène nationale de Montbéliard de 1991 à 2000, théâtre qu'ils rebaptiseront le « Centre d'art et de plaisanterie » avec lequel elle organisera le réveillon des boulons, un gigantesque spectacle de rue à Montbéliard qui se déroule la nuit du nouvel an avec d'énormes machines,fanfare, feu d'artifice et démons. Le leitmotiv principal d'Hervée de Lafond : la haine des vies gâchées. Hervée de Lafond admet avoir avec Jacques Livchine réinventé le théâtre de rue (qui pourtant existait déjà au XIXe siècle).
En 2014, Hervée de Lafond a l'idée de monter Macbeth, la pièce de Shakespeare, en milieu naturel, dans le cadre du festival Chalon dans la rue.

## Prix et distinctions
- Prix Sacd 2011 (arts de la rue)[6],[7]

## Filmographie
- Au théâtre qui rue, un film d'Olivier Stephan, « retour sur les 40 ans de carrière de Jacques Livchine et Hervée de Lafond »[8] sur France3 en 2010.